# Brachodes
Brachodes é um gênero de traça pertencente à família Brachodidae.